# Australazja na letnich igrzyskach olimpijskich
Podczas letnich igrzysk olimpijskich w 1908 i 1912 roku reprezentanci Australii i Nowej Zelandii występowali w jednej reprezentacji olimpijskiej jako Australazja.
Na kolejnych, pierwszych po I wojnie światowej, igrzyskach olimpijskich w 1920 roku w Antwerpii, oba kraje wystawiły osobne reprezentacje.
Na igrzyskach zawodnicy z Australazji wywalczyli w sumie 12 medali (3 złote, 4 srebrne, 5 brązowych), w tym aż 8 w pływaniu (2-3-3) oraz po jednym w rugby (złoty), boksie (srebrny), tenisie (brązowy) i lekkoatletyce (również brązowy).

## Medaliści letnich igrzysk olimpijskich
Spośród dwunastu medali zdobytych przez sportowców reprezentujących Australazję, medale wywalczyło tylko trzech Nowozelandczyków (Harry Kerr w 1908 roku oraz Malcolm Champion i Anthony Wilding cztery lata później). Reszta medali była zasługą sportowców pochodzących z Australii.

### Złote medale
1908 – drużyna rugbystów (Phil Carmichael, Charles Russell, Daniel Carroll, Jack Hickey, Frank Bede-Smith, Chris McKivat, Arthur McCabe, Tom Griffin, John Barnett, Paddy McCue, Sydney Middleton, Tom Richards, Malcolm McArthur, Charles McMurtrie, Bob Craig)
 1912 – Fanny Durack (pływanie, 100 metrów style dowolnym kobiet)
 1912 – Cecil Healy, Malcolm Champion, Leslie Boardman, Harold Hardwick (pływanie, sztafeta 4 × 200 metrów stylem dowolnym mężczyzn)

### Srebrne medale
1908 – Snowy Baker (boks, waga średnia)
 1908 – Frank Beaurepaire (pływanie, 400 metrów stylem dowolnym mężczyzn)
 1912 – Cecil Healy (pływanie, 100 metrów stylem dowolnym mężczyzn)
 1912 – Mina Wylie (pływanie, 100 metrów stylem dowolnym kobiet)

### Brązowe medale
1908 – Harry Kerr (lekkoatletyka, chód na 3,5 km mężczyzn)
 1908 – Frank Beaurepaire (pływanie, 1500 metrów stylem dowolnym mężczyzn)
 1912 – Harold Hardwick (pływanie, 1500 metrów stylem dowolnym mężczyzn)
 1912 – Harold Hardwick (pływanie, 400 metrów stylem dowolnym mężczyzn)
 1912 – Anthony Wilding (tenis, turniej singli w hali)